# Papegaaiduikers
De Papegaaiduikers, Fratercula, zijn een geslacht van de alken. Het geslacht bestaat uit drie verschillende soorten. De in Nederland bekendste soort is de Atlantische Papegaaiduiker, die doorgaans alleen Papegaaiduiker wordt genoemd. Er zijn verschillende overeenkomsten tussen de verschillende soorten papegaaiduikers. Ze worden tussen de 30 en de 40 cm, ze wegen minder dan 1 kg.

## Leefwijze
De belangrijkste overeenkomst is hun grote snavel, deze zijn in het broedseizoen feller gekleurd dan buiten het broedseizoen. De vleugels van de vogels zijn aangepast om er goed mee te kunnen zwemmen en zijn vrij kort. Als de vogels vliegen is dit meestal vrij laag boven het water en ze hebben een vrij snelle vleugelslag, tot honderd slagen per minuut.

## Verspreiding en leefgebied
Papegaaiduikers komen zowel voor in de Atlantische, als in de Stille Oceaan. Ze leven uitsluitend op het noordelijk halfrond, aan de kust van de oceaan in koude streken. Ze leven tot aan de rand van de Noordelijke IJszee. De Atlantische Papegaaiduiker komt uitsluitend in de Atlantische Oceaan voor, beide andere soorten uitsluitend in de Stille Oceaan. Op IJsland leeft de grootste kolonie van de Atlantische Papegaaiduiker, maar ook de Hebriden zijn een bekend gebied waar zij leven.  
Alle soorten papegaaiduikers leven het grootste deel van het jaar op zee en broeden in kolonies vooral op kliffen en eilanden nabij de kust. De nesten van alle soorten papegaaiduikers zijn simpel en bestaan voornamelijk uit een gaatje in de grond of in de rotsen.

## Soorten
- Fratercula arctica – Papegaaiduiker
- Fratercula cirrhata – Kuifpapegaaiduiker
- Fratercula corniculata – Gehoornde papegaaiduiker